# Гель-проникна хроматографія
Гель-проникна хроматографія — хроматографічний метод розділення речовин за розміром, за рахунок їхньої різної здатності проникати в пори носія-сорбенту. При цьому першими виходять з колонки найкрупніші молекули (найбільшої молекулярної маси), що здатні проникати в мінімальне число пор носія. Останніми виходять речовини з малими розмірами молекул, які вільно проникають у пори сорбенту і затримуються там.